# Тамхозроје
Тамхозроје или Тамкхосрау ("снажни Хозрој", у грчким изворима се наводи као Ταμχοσρώ or Ταμχοσρόης, Tamchosroes), је био сасанидски персијски генерал који је учествовао у римско-персијским ратовима крајем 6. века. Као што каже његово почасно име, он је био високо цењен човек међу Персијанцима и један од главних генерала шаха Хозроја I (в. 531-579).

## Биографија
Тамхозроје се први пут појављује почетком 575. Једногодишње примирје је договорено 574, прекидајући текући рат (од 572. године) између Персије и источно-римског (византијског) царства, док су се одвијали преговори да би се закључило још дуже примирје. Док су Персијци инсистирали на петогодишњем примирју, римски емисати су одбили да га прихвате и инсистирали да оно траје три године. Како би извршио притисак на Византију, персијски генерал Махбод је наредио Тамхозроју да крене у напад. Тамхозроје је предводио велики напад током кога је опљачкао територију око Даре у северној Месопотамији. Убрзо након тога закључено је трогодишње примирје, у замену за годишњу исплату 30.000 златних солида од стране Византије.
Као резултат примирја, борбе су рефокусиране на персијску Јерменију; тамо су византијанци имали знатан успех, победившии велику персијску инвазију коју је водио сам Хозроје, и тиме осигурали велики део земље. Преговори о миру су се наставили, и изгледало је да ће се завршити под условима који су фаворизовали византијце 577. године, када је Тамхозрој водио низ експедиција у Јерменију и победио византијског генерала Јустинијана. Након тога, Персијанци су напустили преговоре. Тамхозроје је остао у Јерменији као виши персијски заповедник 578. Пошто су његове снаге биле бројчано инфериорне у односу на оне римског магистра милитума Јерменије Маврикија, након што се упутио у правцу Теодосипоља, предводио је изненадни напад на југ и опљачкао подручје око Мартирополиса и Амиде. Међутим, његову одлуку су Персијанци критиковали као резултат неискуства, а Вараз Взур се вратио у своју јерменску испоставу.
Међутим, око 581. године, он се повукао са места марзбана и командовао је перзијској војсци у северној Месопотамији. Након што је прекинута још једна рунда мировних преговора, Тамхозроје је, заједно с Адармаханом, напо римску територију и упутили су се према граду Константини. Мавикије, који је то очекивао и припремао се за такав напад, сусрео се са Персијанцима у борби изван града јуна 582. Персијска војска је том приликом претрпела тежак пораз, а Тамхозроје је убијен.